# 웰컴 스트레인저

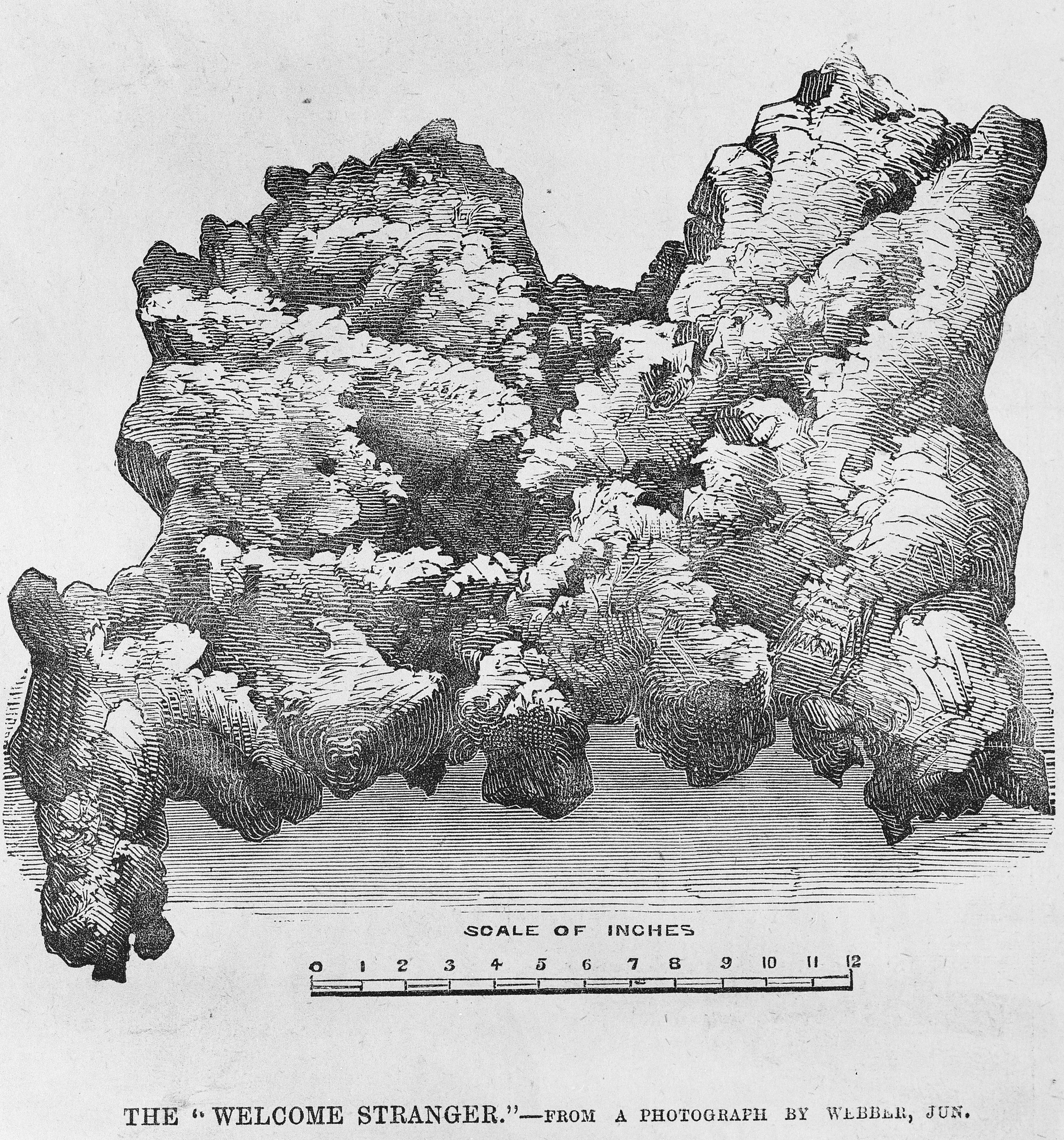

웰컴 스트레인저(Welcome Stranger)는 지금까지 발견된 것 중 가장 큰 충적 금덩이이며, 1869년 2월 5일 오스트레일리아 빅토리아주의 두놀리(Dunolly)에서 북서쪽으로 9마일 떨어진 몰리아굴(Moliagul)에서 콘월주의 광부 존 디슨(John Deason)과 리차드 오츠(Richard Oates)에 의해 발굴되었다.

## 발견
표면 아래 3 cm (1.2 in), 당시 불독 걸리(Bulldog Gully)로 알려진 경사면에 있는 나무 바닥 근처에서 발견된 너겟의 총 무게는 109.59 킬로그램 (3,523.5 ozt)(241lb 10oz)이었다. 다듬어진 무게는 78 킬로그램 (2,520 ozt)(210lbs)이었고 순중량은 72.02 킬로그램 (2,315.5 ozt)(192lbs 11.5oz)이었다.
발견 당시에는 이렇게 큰 덩어리의 무게를 측정할 수 있는 저울이 없었기 때문에 두놀리의 대장장이 아치볼드 월스(Archibald Walls)가 모루 위에서 세 조각으로 부수었다.